# Pałac Branickich w Choroszczy
Pałac Branickich w Choroszczy – zabytkowy pałac  w Choroszczy.
Pałac Branickich powstały w latach 1745–1764 dla magnata Jana Klemensa Branickiego na sztucznej wyspie, otoczonej kanałami oraz 25-hektarowym parkiem. Pałac był uzupełnieniem głównej rezydencji hetmana Branickiego mieszczącej się w Białymstoku. 

## Lokalizacja
Pałac wraz z zespołem budynków i parkiem został usytuowany na obszarze nizinnym, poniżej położonego na wzgórzu miasteczka Choroszcz, na prawym brzegu rzeki Horodnianki. Park zakomponowany został o zarysie zbliżonym do trapezu. Przy pałacu znajdował się folwark z zabudowaniami. Całość terenu była w kształcie rombu, pośrodku którego znajdował się pałac z pawilonami.

## Historia
Pierwszy etap budowy założenia miał miejsce przed 1729 rokiem i rozpoczęła ją budowa pałacyku myśliwskiego na sztucznej wyspie oraz 400-metrowego kanału.
Po ślubie Jana Klemensa Branickiego z Elżbietą Poniatowską rozpoczęto w 1748 roku rozbudowę parku, który powiększono przeprowadzając przez niego promieniste aleje, zasadzono szpalery z krzewów i drzew, wykopano też poprzeczny kanał, aby tworzył krzyż wodny. Ostateczna kompozycja ogrodu była symetryczna, o wielu przecinających się alejach, z widokowymi ciągami alei zamkniętych elementami architektonicznymi. Na zakończeniu alei ustawione były bramki i mostki nad kanałem oraz rzeźby drewniane ptaków i puttów. Prace nad kompozycją ogrodową zakończono około 1752 r. 
Jesienią 1753 rozpoczęto budowę dwóch flankujących pałac symetrycznych pawilonów gościnnych z mansardowymi dachami, które ukończono w roku następnym. W latach 1757–1759 rozebrano pierwotny pałac, grożący zawaleniem z powodu zmurszenia fundamentów i na miejscu poprzedniego zbudowano nowy budynek ze zbliżonym układem pomieszczeń. W 1760 roku rozpoczęto budować na osi pałacu oficynę kuchenną i oficynę gościnną oraz domek odźwiernego i kordegardę. Prace te ukończono w 1764 roku i tym samym założenie uzyskało swój docelowy kształt. Projektantem budynków był przypuszczalnie Jan Henryk Klemm, a prace nadzorował J. Sękowski. Projektantem i wykonawcą wnętrz był Antoni Herliczka. 
Po śmierci Izabeli Poniatowskiej rezydencja przeszła w 1809 roku na własność Marianny Potockiej, żony ministra Tadeusza Mostowskiego, a potem na Aleksandra Komara (męża Pelagii, córki Marianny i Tadeusza). W tym czasie doszło do zaniedbania założenia pałacowego, które oddano w dzierżawę, a w jednej z  oficyn założono  manufakturę  sukienniczą. Pałac został uszkodzony w 1831 roku podczas Powstania listopadowego i stał pusty. 
W 1840 roku oficyny pałacowe i przylegający teren zostały wydzierżawione od Komara na fabrykę włókienniczą przez Christiana Augusta Moesa, a w samym pałacu miały znajdować się mieszkania dzierżawcy i biura. W oficynach zainstalowano krosna, a po obu stronach dziedzińca stanęły dwa trzypiętrowe budynki tkalni oraz postawiono farbiarnię i suszarnię. Przed 1874 rokiem Carl August I. Moes, najstarszy syn Christiana Augusta, rozbudował korpus pałacu rozszerzając go o nowe boczne trzyosiowe ryzality, zmieniono dach i elewację, a także zasypano kanały z powodu wilgoci. Kolejnej rozbudowy dokonał w  końcu XIX wieku, Carl August II Moes. Dobudowano wówczas od  strony wschodniej nową część z werandą. Zmieniono także kształt okien w bocznych ryzalitach i położono nowy dach. W jego rękach zabudowania pałacowe pozostały do 1915 roku, gdy podczas I wojny światowej spłonął pałac, pawilony i obie oficyny.
Po zniszczeniach wojennych pałac przeszedł w 1930 roku wraz z innymi zabudowaniami na własność szpitala i niezabezpieczony popadał w coraz większą ruinę, którą zaczęto rozbierać w 1933 roku (rozebrano obie oficyny, zachodni pawilon i XIX wieczne partie boczne pałacu). 
W 1956 roku zapadła decyzja władz wojewódzkich o odbudowie zabytku i rekonstrukcji parku, co nastąpiło w latach 1969-1973 wg projektu architekta Stanisława Bukowskiego. Od 1973 roku w pałacu znajduje się Muzeum Wnętrz Pałacowych, które jest oddziałem Muzeum Podlaskiego w Białymstoku.

## Opis
Klasycystyczny piętrowy pałac wybudowany na planie prostokąta na wyspie. Nakryty jest pokrytym dachówką wysokim dachem czterospadowym z lukarnami. Od frontu ryzalit zwieńczony tympanonem zawierającym kartusze z herbami: Ciołek Izabella Poniatowskiej (po lewej) oraz Gryf Jana Klemensa Branickiego (po prawej). W przyziemiu otwory w formie porte-fenêtre, ujęte żelaznymi balustradami, na piętrze otwory okienne zamknięte odcinkowo. 

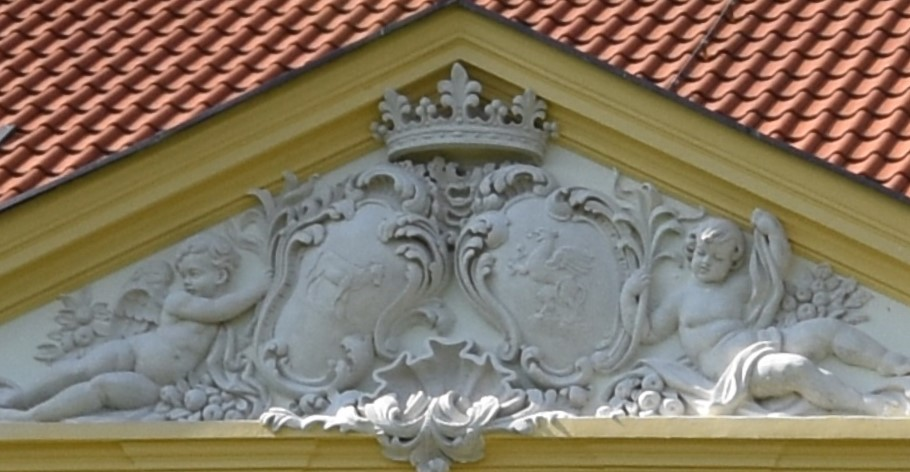
Fronton z herbami Ciołek i Gryf
Herb Ciołek I. Poniatowskiej
Herb Gryf J.K. Branickiego
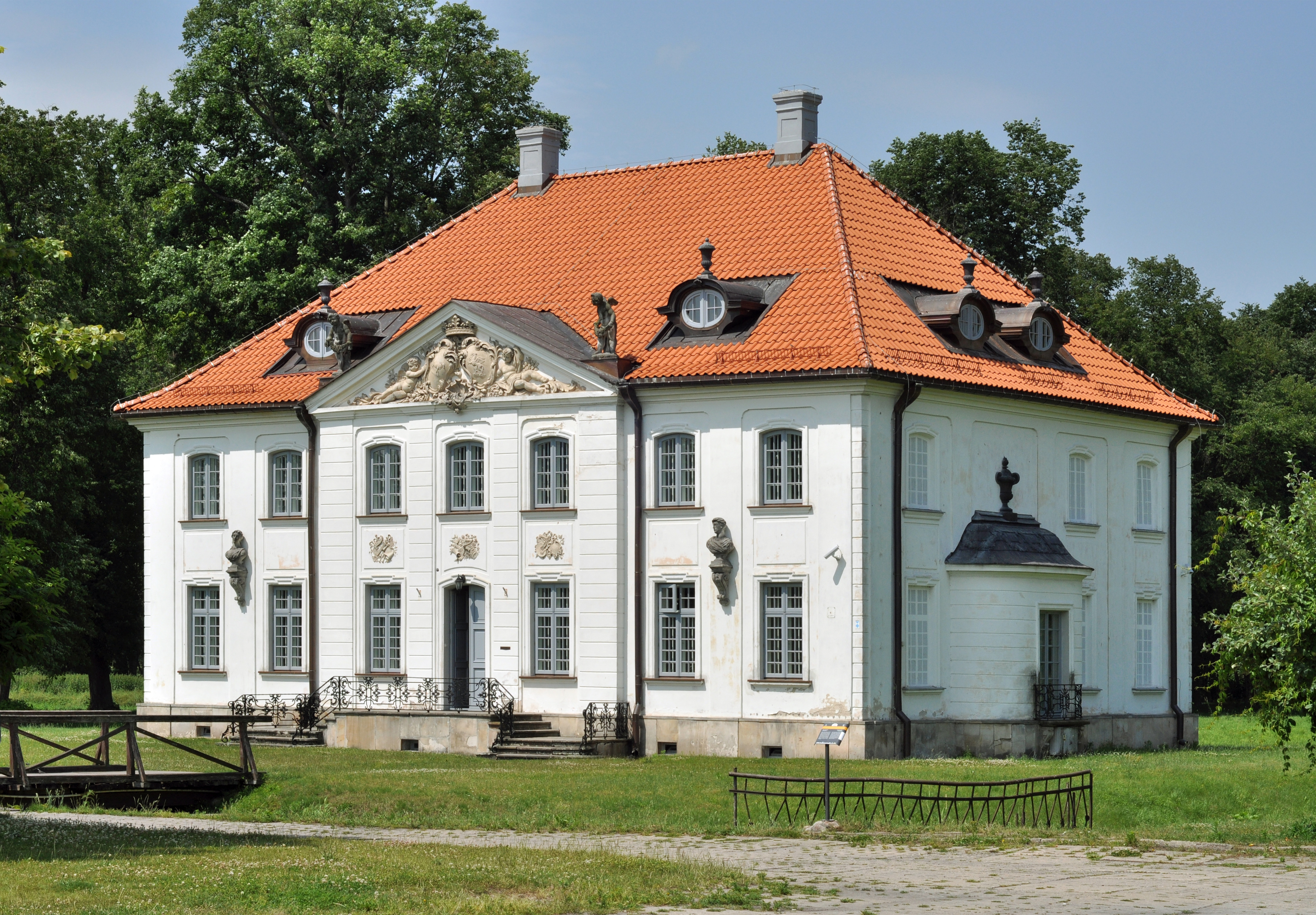
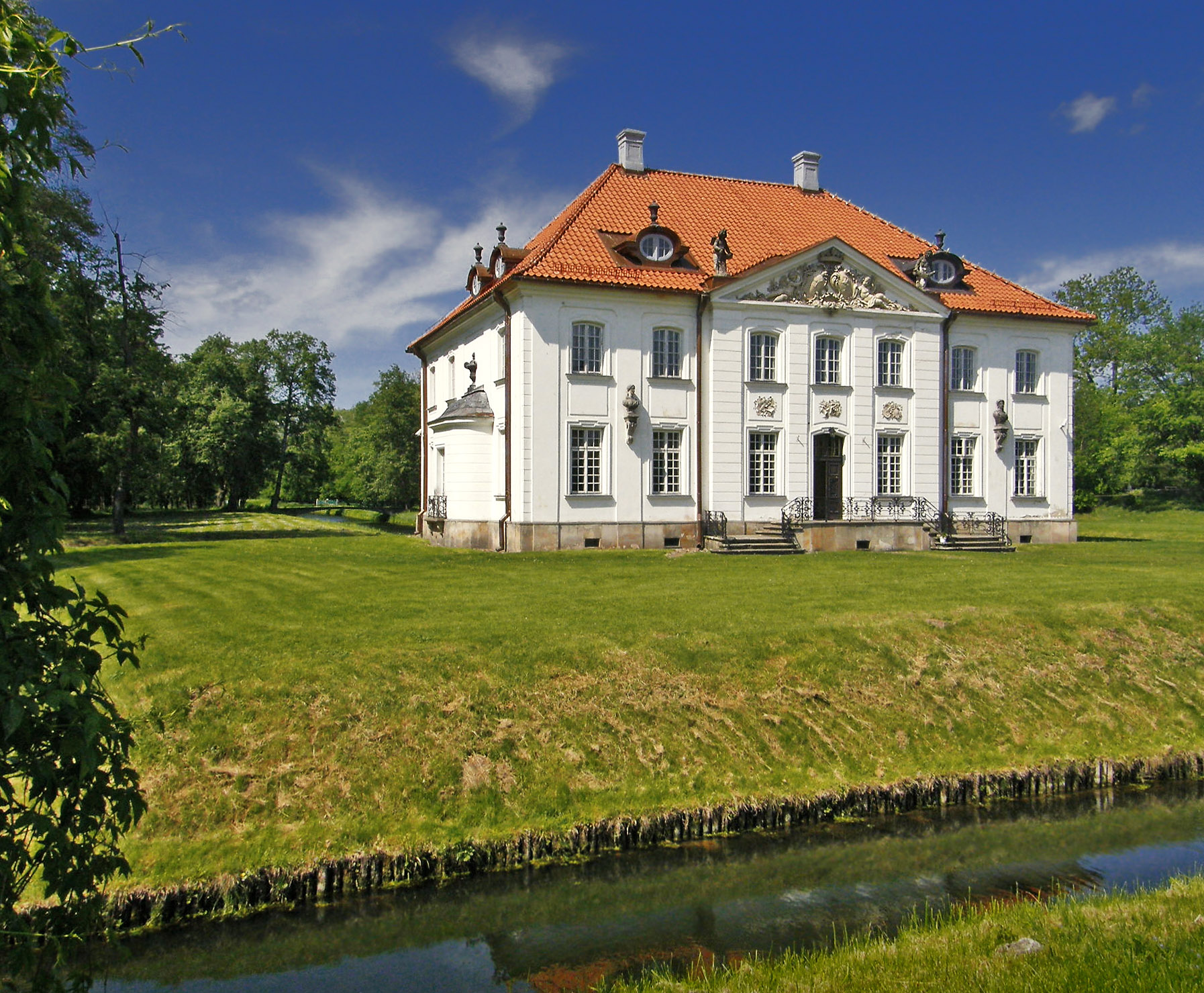
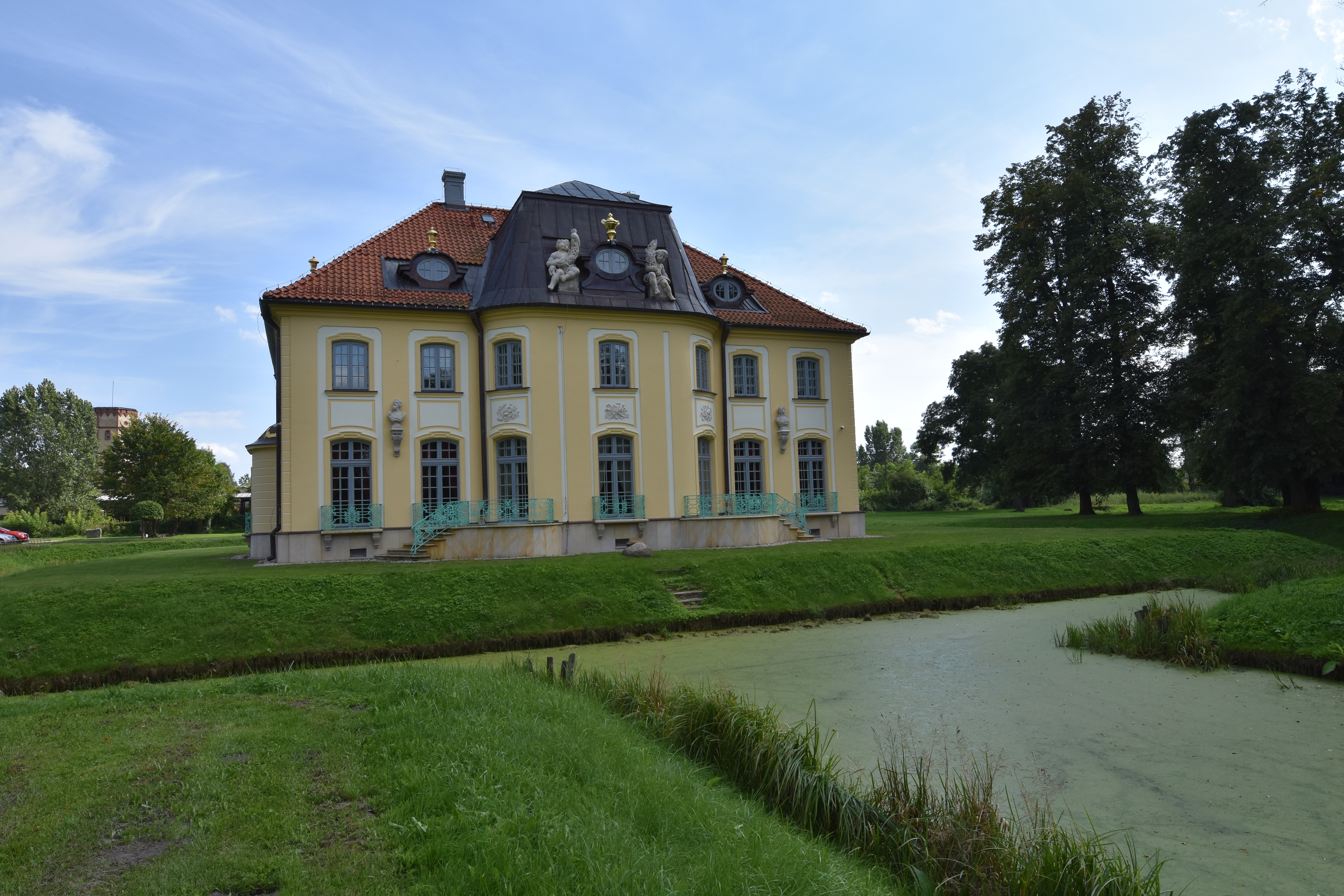
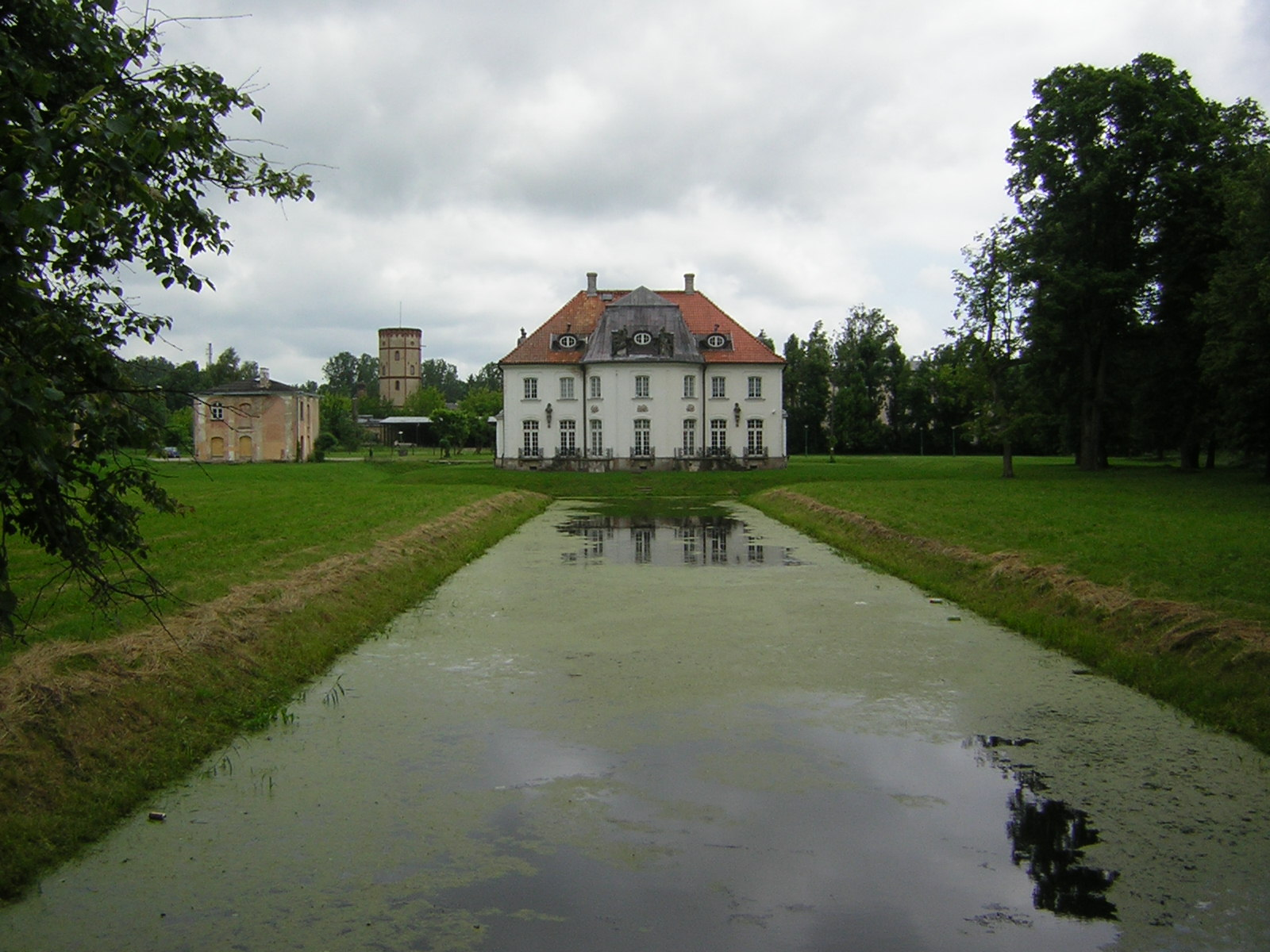
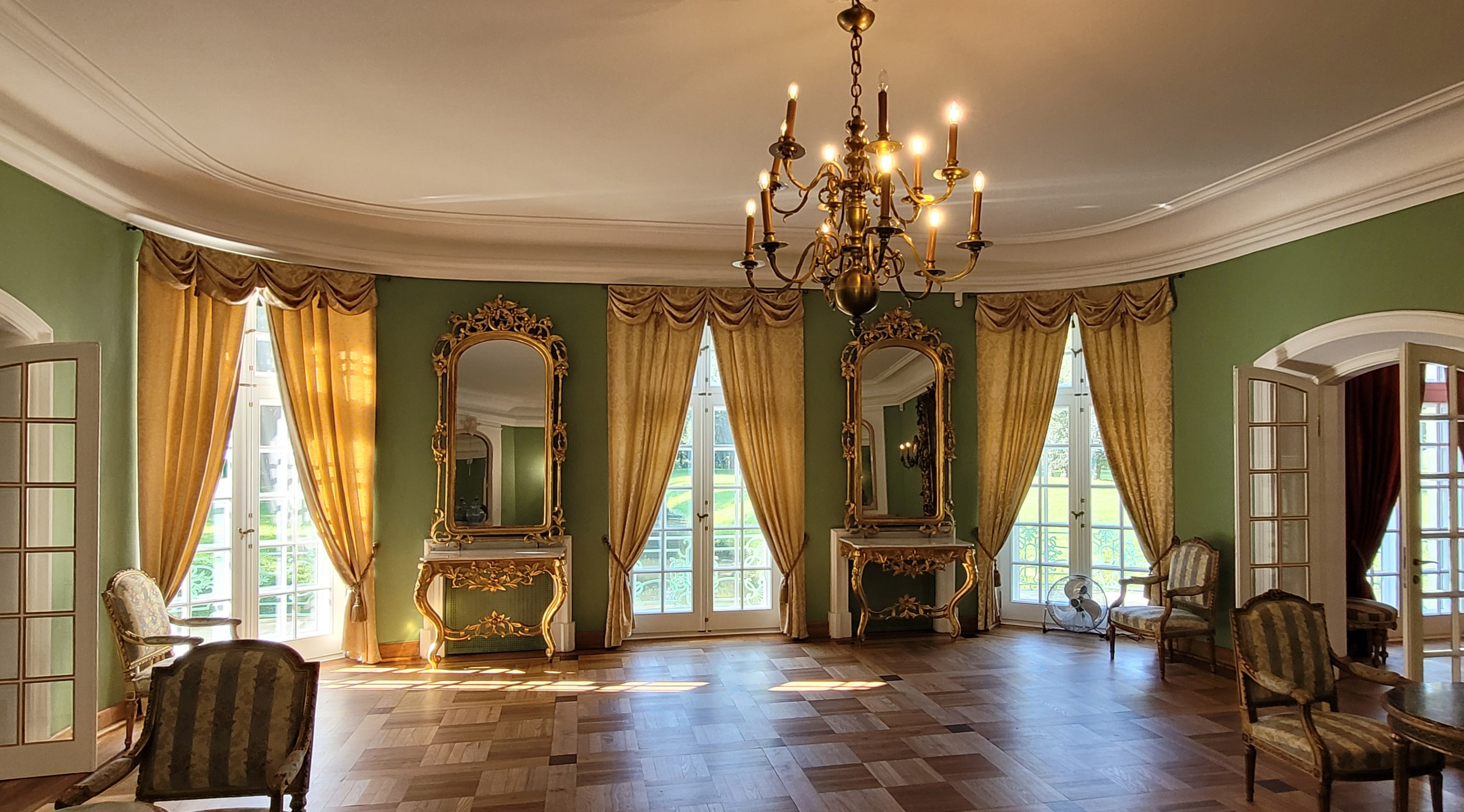
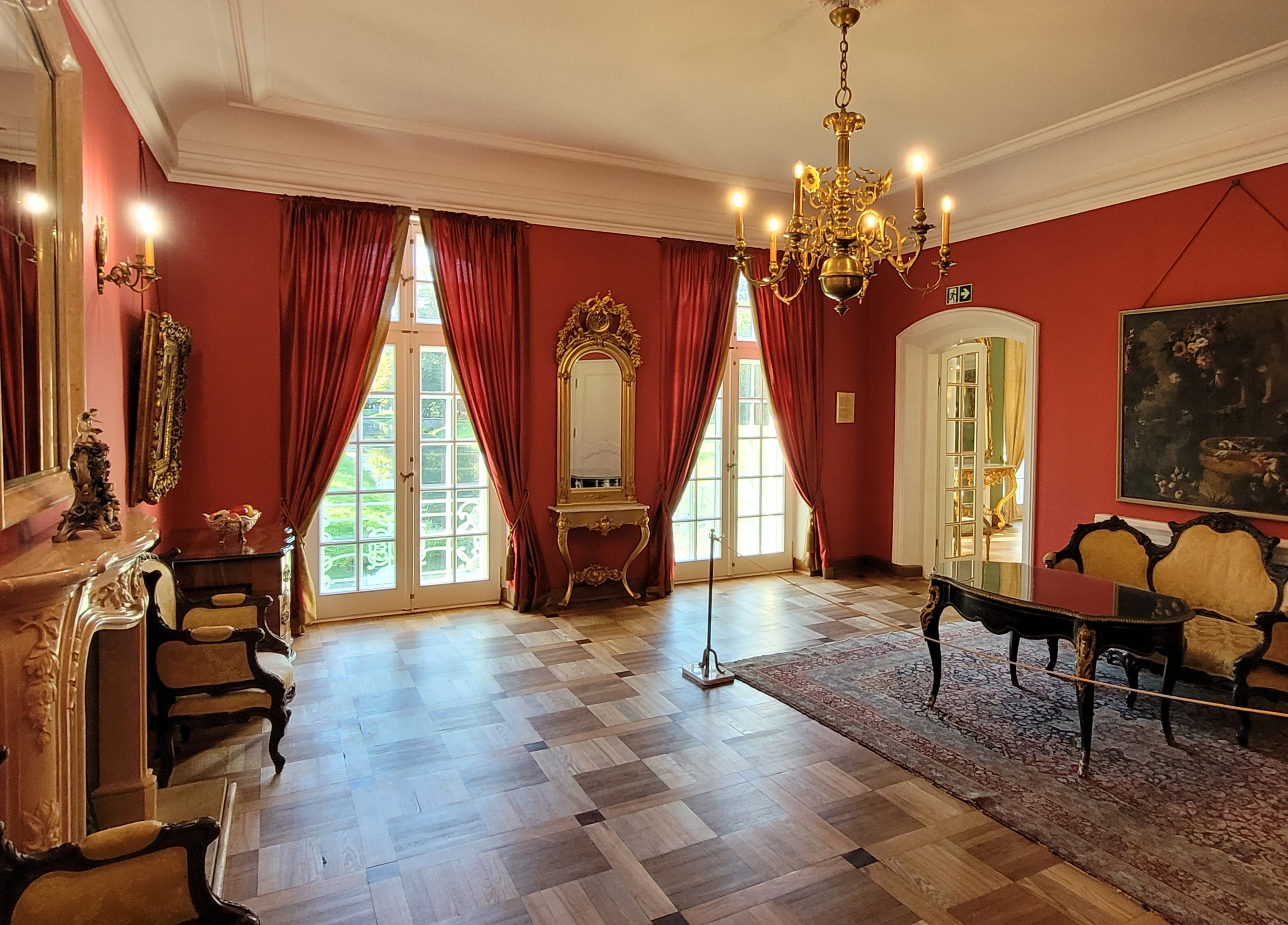
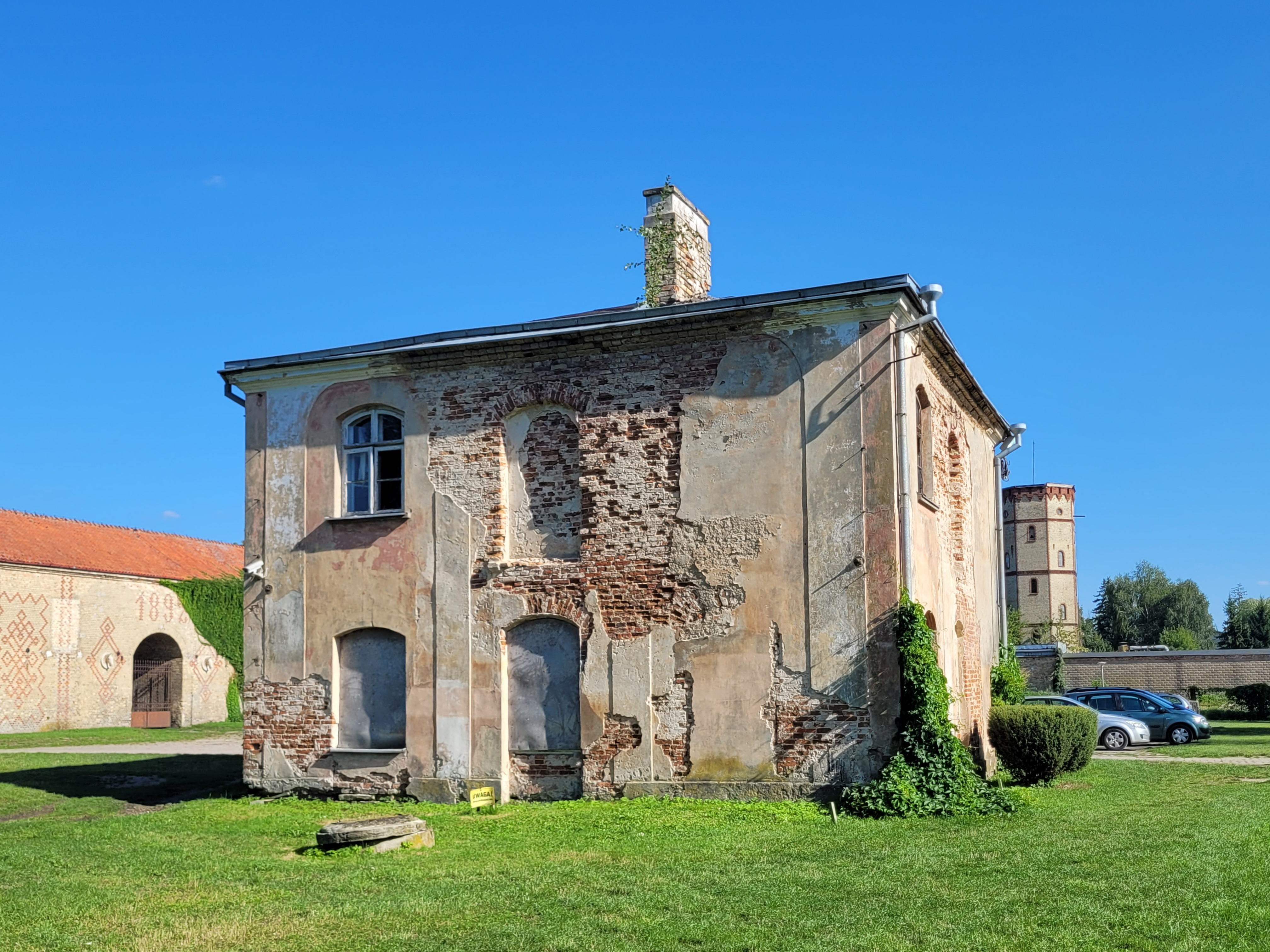
Barokowy pawilon